# Bispo mau
|   | a | b | c | d | e | f | g | h |   |
| 8 | b8 preto bispo · b7 preto peão · a6 preto peão · c6 preto peão · g6 preto peão · a5 branco peão · c5 branco peão · d5 preto rei · f5 preto peão · g5 branco peão · b4 branco peão · f4 branco peão · c3 branco rei · d3 branco peão · e3 branco bispo | b8 preto bispo · b7 preto peão · a6 preto peão · c6 preto peão · g6 preto peão · a5 branco peão · c5 branco peão · d5 preto rei · f5 preto peão · g5 branco peão · b4 branco peão · f4 branco peão · c3 branco rei · d3 branco peão · e3 branco bispo | b8 preto bispo · b7 preto peão · a6 preto peão · c6 preto peão · g6 preto peão · a5 branco peão · c5 branco peão · d5 preto rei · f5 preto peão · g5 branco peão · b4 branco peão · f4 branco peão · c3 branco rei · d3 branco peão · e3 branco bispo | b8 preto bispo · b7 preto peão · a6 preto peão · c6 preto peão · g6 preto peão · a5 branco peão · c5 branco peão · d5 preto rei · f5 preto peão · g5 branco peão · b4 branco peão · f4 branco peão · c3 branco rei · d3 branco peão · e3 branco bispo | b8 preto bispo · b7 preto peão · a6 preto peão · c6 preto peão · g6 preto peão · a5 branco peão · c5 branco peão · d5 preto rei · f5 preto peão · g5 branco peão · b4 branco peão · f4 branco peão · c3 branco rei · d3 branco peão · e3 branco bispo | b8 preto bispo · b7 preto peão · a6 preto peão · c6 preto peão · g6 preto peão · a5 branco peão · c5 branco peão · d5 preto rei · f5 preto peão · g5 branco peão · b4 branco peão · f4 branco peão · c3 branco rei · d3 branco peão · e3 branco bispo | b8 preto bispo · b7 preto peão · a6 preto peão · c6 preto peão · g6 preto peão · a5 branco peão · c5 branco peão · d5 preto rei · f5 preto peão · g5 branco peão · b4 branco peão · f4 branco peão · c3 branco rei · d3 branco peão · e3 branco bispo | b8 preto bispo · b7 preto peão · a6 preto peão · c6 preto peão · g6 preto peão · a5 branco peão · c5 branco peão · d5 preto rei · f5 preto peão · g5 branco peão · b4 branco peão · f4 branco peão · c3 branco rei · d3 branco peão · e3 branco bispo | 8 |
| 7 | b8 preto bispo · b7 preto peão · a6 preto peão · c6 preto peão · g6 preto peão · a5 branco peão · c5 branco peão · d5 preto rei · f5 preto peão · g5 branco peão · b4 branco peão · f4 branco peão · c3 branco rei · d3 branco peão · e3 branco bispo | b8 preto bispo · b7 preto peão · a6 preto peão · c6 preto peão · g6 preto peão · a5 branco peão · c5 branco peão · d5 preto rei · f5 preto peão · g5 branco peão · b4 branco peão · f4 branco peão · c3 branco rei · d3 branco peão · e3 branco bispo | b8 preto bispo · b7 preto peão · a6 preto peão · c6 preto peão · g6 preto peão · a5 branco peão · c5 branco peão · d5 preto rei · f5 preto peão · g5 branco peão · b4 branco peão · f4 branco peão · c3 branco rei · d3 branco peão · e3 branco bispo | b8 preto bispo · b7 preto peão · a6 preto peão · c6 preto peão · g6 preto peão · a5 branco peão · c5 branco peão · d5 preto rei · f5 preto peão · g5 branco peão · b4 branco peão · f4 branco peão · c3 branco rei · d3 branco peão · e3 branco bispo | b8 preto bispo · b7 preto peão · a6 preto peão · c6 preto peão · g6 preto peão · a5 branco peão · c5 branco peão · d5 preto rei · f5 preto peão · g5 branco peão · b4 branco peão · f4 branco peão · c3 branco rei · d3 branco peão · e3 branco bispo | b8 preto bispo · b7 preto peão · a6 preto peão · c6 preto peão · g6 preto peão · a5 branco peão · c5 branco peão · d5 preto rei · f5 preto peão · g5 branco peão · b4 branco peão · f4 branco peão · c3 branco rei · d3 branco peão · e3 branco bispo | b8 preto bispo · b7 preto peão · a6 preto peão · c6 preto peão · g6 preto peão · a5 branco peão · c5 branco peão · d5 preto rei · f5 preto peão · g5 branco peão · b4 branco peão · f4 branco peão · c3 branco rei · d3 branco peão · e3 branco bispo | b8 preto bispo · b7 preto peão · a6 preto peão · c6 preto peão · g6 preto peão · a5 branco peão · c5 branco peão · d5 preto rei · f5 preto peão · g5 branco peão · b4 branco peão · f4 branco peão · c3 branco rei · d3 branco peão · e3 branco bispo | 7 |
| 6 | b8 preto bispo · b7 preto peão · a6 preto peão · c6 preto peão · g6 preto peão · a5 branco peão · c5 branco peão · d5 preto rei · f5 preto peão · g5 branco peão · b4 branco peão · f4 branco peão · c3 branco rei · d3 branco peão · e3 branco bispo | b8 preto bispo · b7 preto peão · a6 preto peão · c6 preto peão · g6 preto peão · a5 branco peão · c5 branco peão · d5 preto rei · f5 preto peão · g5 branco peão · b4 branco peão · f4 branco peão · c3 branco rei · d3 branco peão · e3 branco bispo | b8 preto bispo · b7 preto peão · a6 preto peão · c6 preto peão · g6 preto peão · a5 branco peão · c5 branco peão · d5 preto rei · f5 preto peão · g5 branco peão · b4 branco peão · f4 branco peão · c3 branco rei · d3 branco peão · e3 branco bispo | b8 preto bispo · b7 preto peão · a6 preto peão · c6 preto peão · g6 preto peão · a5 branco peão · c5 branco peão · d5 preto rei · f5 preto peão · g5 branco peão · b4 branco peão · f4 branco peão · c3 branco rei · d3 branco peão · e3 branco bispo | b8 preto bispo · b7 preto peão · a6 preto peão · c6 preto peão · g6 preto peão · a5 branco peão · c5 branco peão · d5 preto rei · f5 preto peão · g5 branco peão · b4 branco peão · f4 branco peão · c3 branco rei · d3 branco peão · e3 branco bispo | b8 preto bispo · b7 preto peão · a6 preto peão · c6 preto peão · g6 preto peão · a5 branco peão · c5 branco peão · d5 preto rei · f5 preto peão · g5 branco peão · b4 branco peão · f4 branco peão · c3 branco rei · d3 branco peão · e3 branco bispo | b8 preto bispo · b7 preto peão · a6 preto peão · c6 preto peão · g6 preto peão · a5 branco peão · c5 branco peão · d5 preto rei · f5 preto peão · g5 branco peão · b4 branco peão · f4 branco peão · c3 branco rei · d3 branco peão · e3 branco bispo | b8 preto bispo · b7 preto peão · a6 preto peão · c6 preto peão · g6 preto peão · a5 branco peão · c5 branco peão · d5 preto rei · f5 preto peão · g5 branco peão · b4 branco peão · f4 branco peão · c3 branco rei · d3 branco peão · e3 branco bispo | 6 |
| 5 | b8 preto bispo · b7 preto peão · a6 preto peão · c6 preto peão · g6 preto peão · a5 branco peão · c5 branco peão · d5 preto rei · f5 preto peão · g5 branco peão · b4 branco peão · f4 branco peão · c3 branco rei · d3 branco peão · e3 branco bispo | b8 preto bispo · b7 preto peão · a6 preto peão · c6 preto peão · g6 preto peão · a5 branco peão · c5 branco peão · d5 preto rei · f5 preto peão · g5 branco peão · b4 branco peão · f4 branco peão · c3 branco rei · d3 branco peão · e3 branco bispo | b8 preto bispo · b7 preto peão · a6 preto peão · c6 preto peão · g6 preto peão · a5 branco peão · c5 branco peão · d5 preto rei · f5 preto peão · g5 branco peão · b4 branco peão · f4 branco peão · c3 branco rei · d3 branco peão · e3 branco bispo | b8 preto bispo · b7 preto peão · a6 preto peão · c6 preto peão · g6 preto peão · a5 branco peão · c5 branco peão · d5 preto rei · f5 preto peão · g5 branco peão · b4 branco peão · f4 branco peão · c3 branco rei · d3 branco peão · e3 branco bispo | b8 preto bispo · b7 preto peão · a6 preto peão · c6 preto peão · g6 preto peão · a5 branco peão · c5 branco peão · d5 preto rei · f5 preto peão · g5 branco peão · b4 branco peão · f4 branco peão · c3 branco rei · d3 branco peão · e3 branco bispo | b8 preto bispo · b7 preto peão · a6 preto peão · c6 preto peão · g6 preto peão · a5 branco peão · c5 branco peão · d5 preto rei · f5 preto peão · g5 branco peão · b4 branco peão · f4 branco peão · c3 branco rei · d3 branco peão · e3 branco bispo | b8 preto bispo · b7 preto peão · a6 preto peão · c6 preto peão · g6 preto peão · a5 branco peão · c5 branco peão · d5 preto rei · f5 preto peão · g5 branco peão · b4 branco peão · f4 branco peão · c3 branco rei · d3 branco peão · e3 branco bispo | b8 preto bispo · b7 preto peão · a6 preto peão · c6 preto peão · g6 preto peão · a5 branco peão · c5 branco peão · d5 preto rei · f5 preto peão · g5 branco peão · b4 branco peão · f4 branco peão · c3 branco rei · d3 branco peão · e3 branco bispo | 5 |
| 4 | b8 preto bispo · b7 preto peão · a6 preto peão · c6 preto peão · g6 preto peão · a5 branco peão · c5 branco peão · d5 preto rei · f5 preto peão · g5 branco peão · b4 branco peão · f4 branco peão · c3 branco rei · d3 branco peão · e3 branco bispo | b8 preto bispo · b7 preto peão · a6 preto peão · c6 preto peão · g6 preto peão · a5 branco peão · c5 branco peão · d5 preto rei · f5 preto peão · g5 branco peão · b4 branco peão · f4 branco peão · c3 branco rei · d3 branco peão · e3 branco bispo | b8 preto bispo · b7 preto peão · a6 preto peão · c6 preto peão · g6 preto peão · a5 branco peão · c5 branco peão · d5 preto rei · f5 preto peão · g5 branco peão · b4 branco peão · f4 branco peão · c3 branco rei · d3 branco peão · e3 branco bispo | b8 preto bispo · b7 preto peão · a6 preto peão · c6 preto peão · g6 preto peão · a5 branco peão · c5 branco peão · d5 preto rei · f5 preto peão · g5 branco peão · b4 branco peão · f4 branco peão · c3 branco rei · d3 branco peão · e3 branco bispo | b8 preto bispo · b7 preto peão · a6 preto peão · c6 preto peão · g6 preto peão · a5 branco peão · c5 branco peão · d5 preto rei · f5 preto peão · g5 branco peão · b4 branco peão · f4 branco peão · c3 branco rei · d3 branco peão · e3 branco bispo | b8 preto bispo · b7 preto peão · a6 preto peão · c6 preto peão · g6 preto peão · a5 branco peão · c5 branco peão · d5 preto rei · f5 preto peão · g5 branco peão · b4 branco peão · f4 branco peão · c3 branco rei · d3 branco peão · e3 branco bispo | b8 preto bispo · b7 preto peão · a6 preto peão · c6 preto peão · g6 preto peão · a5 branco peão · c5 branco peão · d5 preto rei · f5 preto peão · g5 branco peão · b4 branco peão · f4 branco peão · c3 branco rei · d3 branco peão · e3 branco bispo | b8 preto bispo · b7 preto peão · a6 preto peão · c6 preto peão · g6 preto peão · a5 branco peão · c5 branco peão · d5 preto rei · f5 preto peão · g5 branco peão · b4 branco peão · f4 branco peão · c3 branco rei · d3 branco peão · e3 branco bispo | 4 |
| 3 | b8 preto bispo · b7 preto peão · a6 preto peão · c6 preto peão · g6 preto peão · a5 branco peão · c5 branco peão · d5 preto rei · f5 preto peão · g5 branco peão · b4 branco peão · f4 branco peão · c3 branco rei · d3 branco peão · e3 branco bispo | b8 preto bispo · b7 preto peão · a6 preto peão · c6 preto peão · g6 preto peão · a5 branco peão · c5 branco peão · d5 preto rei · f5 preto peão · g5 branco peão · b4 branco peão · f4 branco peão · c3 branco rei · d3 branco peão · e3 branco bispo | b8 preto bispo · b7 preto peão · a6 preto peão · c6 preto peão · g6 preto peão · a5 branco peão · c5 branco peão · d5 preto rei · f5 preto peão · g5 branco peão · b4 branco peão · f4 branco peão · c3 branco rei · d3 branco peão · e3 branco bispo | b8 preto bispo · b7 preto peão · a6 preto peão · c6 preto peão · g6 preto peão · a5 branco peão · c5 branco peão · d5 preto rei · f5 preto peão · g5 branco peão · b4 branco peão · f4 branco peão · c3 branco rei · d3 branco peão · e3 branco bispo | b8 preto bispo · b7 preto peão · a6 preto peão · c6 preto peão · g6 preto peão · a5 branco peão · c5 branco peão · d5 preto rei · f5 preto peão · g5 branco peão · b4 branco peão · f4 branco peão · c3 branco rei · d3 branco peão · e3 branco bispo | b8 preto bispo · b7 preto peão · a6 preto peão · c6 preto peão · g6 preto peão · a5 branco peão · c5 branco peão · d5 preto rei · f5 preto peão · g5 branco peão · b4 branco peão · f4 branco peão · c3 branco rei · d3 branco peão · e3 branco bispo | b8 preto bispo · b7 preto peão · a6 preto peão · c6 preto peão · g6 preto peão · a5 branco peão · c5 branco peão · d5 preto rei · f5 preto peão · g5 branco peão · b4 branco peão · f4 branco peão · c3 branco rei · d3 branco peão · e3 branco bispo | b8 preto bispo · b7 preto peão · a6 preto peão · c6 preto peão · g6 preto peão · a5 branco peão · c5 branco peão · d5 preto rei · f5 preto peão · g5 branco peão · b4 branco peão · f4 branco peão · c3 branco rei · d3 branco peão · e3 branco bispo | 3 |
| 2 | b8 preto bispo · b7 preto peão · a6 preto peão · c6 preto peão · g6 preto peão · a5 branco peão · c5 branco peão · d5 preto rei · f5 preto peão · g5 branco peão · b4 branco peão · f4 branco peão · c3 branco rei · d3 branco peão · e3 branco bispo | b8 preto bispo · b7 preto peão · a6 preto peão · c6 preto peão · g6 preto peão · a5 branco peão · c5 branco peão · d5 preto rei · f5 preto peão · g5 branco peão · b4 branco peão · f4 branco peão · c3 branco rei · d3 branco peão · e3 branco bispo | b8 preto bispo · b7 preto peão · a6 preto peão · c6 preto peão · g6 preto peão · a5 branco peão · c5 branco peão · d5 preto rei · f5 preto peão · g5 branco peão · b4 branco peão · f4 branco peão · c3 branco rei · d3 branco peão · e3 branco bispo | b8 preto bispo · b7 preto peão · a6 preto peão · c6 preto peão · g6 preto peão · a5 branco peão · c5 branco peão · d5 preto rei · f5 preto peão · g5 branco peão · b4 branco peão · f4 branco peão · c3 branco rei · d3 branco peão · e3 branco bispo | b8 preto bispo · b7 preto peão · a6 preto peão · c6 preto peão · g6 preto peão · a5 branco peão · c5 branco peão · d5 preto rei · f5 preto peão · g5 branco peão · b4 branco peão · f4 branco peão · c3 branco rei · d3 branco peão · e3 branco bispo | b8 preto bispo · b7 preto peão · a6 preto peão · c6 preto peão · g6 preto peão · a5 branco peão · c5 branco peão · d5 preto rei · f5 preto peão · g5 branco peão · b4 branco peão · f4 branco peão · c3 branco rei · d3 branco peão · e3 branco bispo | b8 preto bispo · b7 preto peão · a6 preto peão · c6 preto peão · g6 preto peão · a5 branco peão · c5 branco peão · d5 preto rei · f5 preto peão · g5 branco peão · b4 branco peão · f4 branco peão · c3 branco rei · d3 branco peão · e3 branco bispo | b8 preto bispo · b7 preto peão · a6 preto peão · c6 preto peão · g6 preto peão · a5 branco peão · c5 branco peão · d5 preto rei · f5 preto peão · g5 branco peão · b4 branco peão · f4 branco peão · c3 branco rei · d3 branco peão · e3 branco bispo | 2 |
| 1 | b8 preto bispo · b7 preto peão · a6 preto peão · c6 preto peão · g6 preto peão · a5 branco peão · c5 branco peão · d5 preto rei · f5 preto peão · g5 branco peão · b4 branco peão · f4 branco peão · c3 branco rei · d3 branco peão · e3 branco bispo | b8 preto bispo · b7 preto peão · a6 preto peão · c6 preto peão · g6 preto peão · a5 branco peão · c5 branco peão · d5 preto rei · f5 preto peão · g5 branco peão · b4 branco peão · f4 branco peão · c3 branco rei · d3 branco peão · e3 branco bispo | b8 preto bispo · b7 preto peão · a6 preto peão · c6 preto peão · g6 preto peão · a5 branco peão · c5 branco peão · d5 preto rei · f5 preto peão · g5 branco peão · b4 branco peão · f4 branco peão · c3 branco rei · d3 branco peão · e3 branco bispo | b8 preto bispo · b7 preto peão · a6 preto peão · c6 preto peão · g6 preto peão · a5 branco peão · c5 branco peão · d5 preto rei · f5 preto peão · g5 branco peão · b4 branco peão · f4 branco peão · c3 branco rei · d3 branco peão · e3 branco bispo | b8 preto bispo · b7 preto peão · a6 preto peão · c6 preto peão · g6 preto peão · a5 branco peão · c5 branco peão · d5 preto rei · f5 preto peão · g5 branco peão · b4 branco peão · f4 branco peão · c3 branco rei · d3 branco peão · e3 branco bispo | b8 preto bispo · b7 preto peão · a6 preto peão · c6 preto peão · g6 preto peão · a5 branco peão · c5 branco peão · d5 preto rei · f5 preto peão · g5 branco peão · b4 branco peão · f4 branco peão · c3 branco rei · d3 branco peão · e3 branco bispo | b8 preto bispo · b7 preto peão · a6 preto peão · c6 preto peão · g6 preto peão · a5 branco peão · c5 branco peão · d5 preto rei · f5 preto peão · g5 branco peão · b4 branco peão · f4 branco peão · c3 branco rei · d3 branco peão · e3 branco bispo | b8 preto bispo · b7 preto peão · a6 preto peão · c6 preto peão · g6 preto peão · a5 branco peão · c5 branco peão · d5 preto rei · f5 preto peão · g5 branco peão · b4 branco peão · f4 branco peão · c3 branco rei · d3 branco peão · e3 branco bispo | 1 |
|   | a | b | c | d | e | f | g | h |   |

Um bispo mau ou bispo ruim é uma denominação do bispo no xadrez no qual este tem sua mobilidade restringida pela estrutura de peões, sendo inferior a um cavalo no final de uma partida. Entretanto, um bispo mau não é necessariamente uma desvantagem especialmente se estiver a frente da cadeia de peões e além disso, um bispo mau pode ser vantajoso em um final com bispos de cores opostas. Mesmo quando restrito a posições passivas, um bispo pode ser útil em funções defensivas, o GM Mihai Suba afirma que "Bispos ruins protegem peões bons".
O diagrama ao lado é um raro exemplo onde um bispo mau pode alcançar a vitória contra um bispo bom sendo a posição alcançada no lance 49 numa partida de campeonato entre Pavel Blatný e Glenn Flear. A partida continuou com 50. Rd2 Bc7 51.Re2Bb8 52.Bc1 Bc7 53.Re3 Bb8 54 Bb2 Bc7 55 Bf6 Re6 56.d4 Rd5 57.Be5 Bd8 58.Rd3 Be7 59.Bh8 (um movimento de espera, que passa a vez ao adversário que fica em zugzwang) ...Bd8 60.Bg7 Bc7 61.Be5 Bxe5 (61...Bd8 62.Bd6) 62.fxe5, e as brancas vencem num final de peões.